# Kevin Farrell
Kevin Joseph Farrell (sinh 1947) là một Hồng y người Hoa Kỳ gốc Ireland của Giáo hội Công giáo. Ông hiện đảm trách vị trí Nhiếp chính Giáo hội Rôma và Tổng trưởng Thánh Bộ Giáo dân, Gia đình và Sự sống của Tòa Thánh. Trước đó ông cũng từng đảm nhiệm vị trí Giám mục chính tòa Giáo phận Dallas và Giám mục phụ tá Tổng giáo phận Washington.

## Tiểu sử
Hồng y Farrell sinh ngày 2 tháng 9 năm 1947 tại Dublin, Ireland. Ngày 24 tháng 12 năm 1978, sau quá trình tu học, Phó tế Farrell được thụ phong cho dòng Dòng Đạo Binh Chúa Kitô, bởi vị chủ sự nghi thức là Hồng y Eduardo Francisco Pironio, Tổng trưởng Thánh Bộ Các Tu hội Đời sống Thánh hiến và Các Tu đoàn Đời sống Tông đồ.
Khoảng năm 1984, ông chuyển đến Tổng giáo phận Washington và trở thành thành viên linh mục đoàn nơi đây. Ngày 28 tháng 12 năm 2001, Tòa Thánh công bố việc bổ nhiệm linh mục Kevin Josheph Farrell làm Giám mục Hiệu tòa Rusuccuru, Giám mục Phụ tá Tổng giáo phận Washington, thủ đô Hoa Kỳ. Lễ tấn phong cho Tân giám mục được cử hành vào ngày 11 tháng 2 năm 2002, bởi các vị chủ sự nghi thức gồm: Hồng y Theodore Edgar McCarrick, Tổng giám mục Washington làm chủ phong và hai vị phụ phong gồm Hồng y James Aloysius Hickey, Nguyên Tổng giám mục Washington và Giám mục Leonard James Olivier, S.V.D., Giám mục Phụ tá Tổng giáo phận Washington. Tân giám mục chọn khẩu hiệu:State in fide.
Ngày 6 tháng 7 năm 2003, Tòa Thánh chọn Giám mục Farrell làm Giám mục chính tòa Giáo phận Dalas. Ông đã đến đây nhận giáo phận này ngày 1 tháng 5 sau đó.
Ngày 15 tháng 8 năm 2016, Giáo hoàng Phanxicô bất ngờ chọn Giám mục Farrell làm Tổng Trưởng Thánh bộ Giáo dân, Gia đình và Sự sống. Trong công nghị Hồng y cùng năm được cử hành ngày 19 tháng 11, Giáo hoàng vinh thăng Giám mục Farrell tước vị Hồng y Nhà thờ San Giuliano Martire. Ông đã đến nhận ngai tòa Hồng y của mình ngày 29 tháng 1 năm 2017.
Ngày 14 tháng 2 năm 2019, Giáo hoàng Phanxicô bổ nhiệm ông làm Hồng y Nhiếp chính.